# Vincent (Don-McLean-Lied)
Vincent ist ein Lied des US-amerikanischen Sängers Don McLean. Es erschien erstmals im Oktober 1971 als Teil von McLeans zweitem Studioalbum American Pie und ist eine Hommage an den Maler Vincent van Gogh, die zum Nummer-eins-Hit avancierte. Coverversionen des Stücks sind auch unter dem Titel Starry, Starry Night bekannt.

## Entstehung und Veröffentlichung

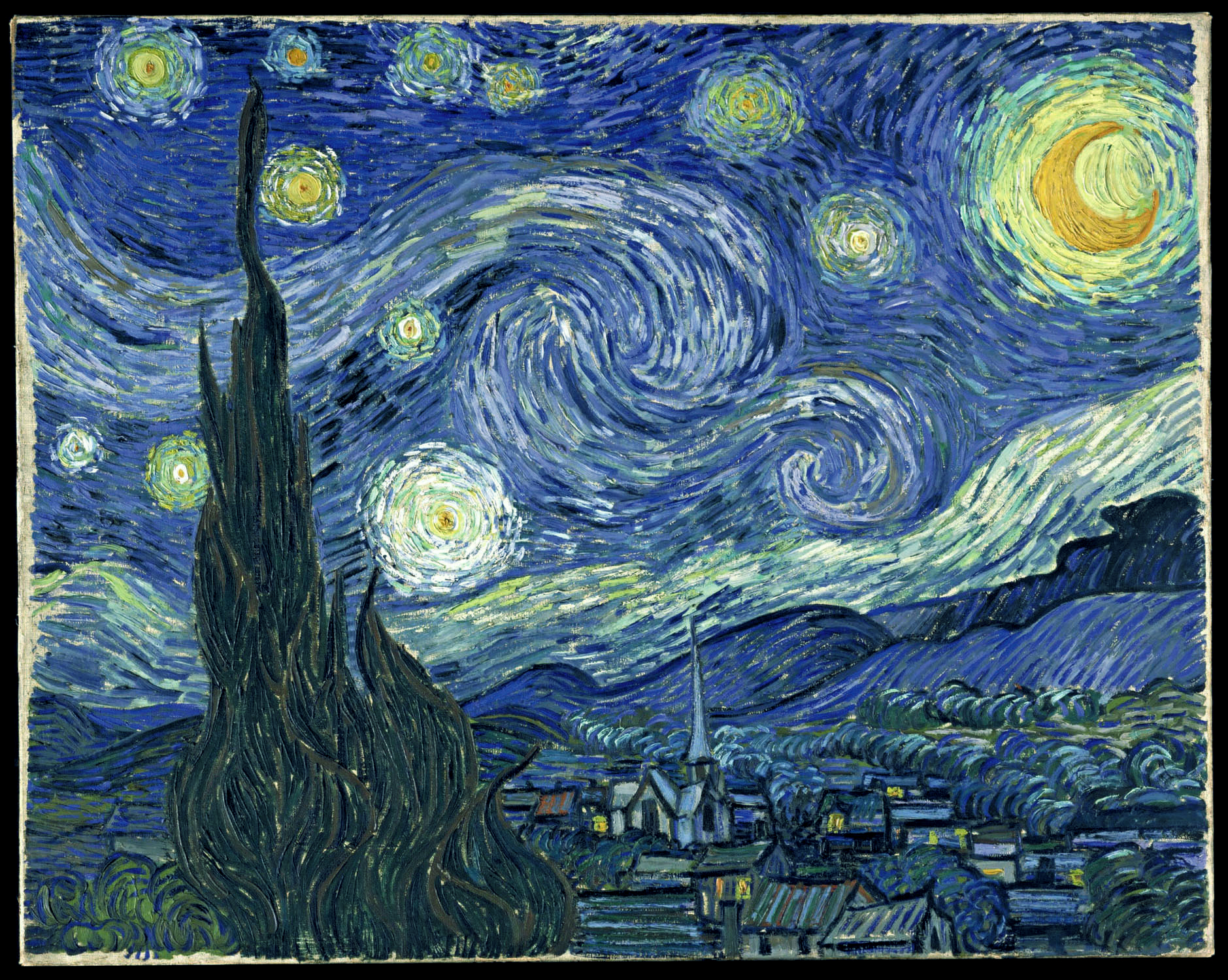
Sternennacht, Vincent van Gogh, 1889

Getextet und komponiert wurde das Lied vom Interpreten selbst. Für die Produktion zeichnete Ed Freeman verantwortlich.
Die Grundtonart des Stücks ist G-Dur. Der Gesang wird anfänglich ausschließlich durch Gitarre begleitet, gegen Ende kommen im Hintergrund ein weich tremolierendes Xylophon und eine Streichergruppe hinzu. Die Akkordfolge der Strophen und des Refrains werden bei den Wiederholungen variiert.
Die Erstveröffentlichung von Vincent erfolgte am 24. Oktober 1971 als Teil von American Pie bei United Artists Records (Katalognummer: UAS-5535), dem zweiten Studioalbum von Don McLean. Im Februar 1972 erschien das Lied als Singleauskopplung aus dem Album. Diese erschien in der Standardausführung als 7″-Single mit der B-Seite Castles in the Air (Katalognummer: 50887). In Deutschland erschien im Folgemonat eine Ausführung mit der B-Seite Everybody Loves Me, Baby (Katalognummer: 35354).

## Bezüge zu Vincent van Gogh
McLean berichtet im Interview, er habe das Lied angeregt durch die Lektüre der Biographie des Künstlers komponiert und damit seine Bewunderung für den Maler ausgedrückt. Die Liedzeilen lassen an mehrere Bilder van Goghs denken, beispielsweise die Sternennacht („Starry, Starry Night“), die Selbstporträts („Weathered faces lined in pain“) und seine Landschaftsdarstellungen („Morning fields of amber grain“). Auch nimmt der Text Bezug auf van Goghs Depression und den vermuteten Freitod des Malers („You took your life“). Das lyrische Ich beschreibt Van Gogh als leidend („And how you suffered for your sanity“) und unverstanden („They would not listen, they did not know how“).

## Kommerzieller Erfolg

### Chartplatzierungen
Vincent avancierte zum Nummer-eins-Hit im Vereinigten Königreich.
| ChartsChartplatzierungen       | Höchstplatzierung | Wochen |
| ------------------------------ | ----------------- | ------ |
| Deutschland (GfK)              | 21 (8 Wo.)        | 8      |
| Vereinigte Staaten (Billboard) | 12 (12 Wo.)       | 12     |
| Vereinigtes Königreich (OCC)   | 1 (15 Wo.)        | 15     |

| ChartsJahrescharts (1972)      | Platzierung |
| ------------------------------ | ----------- |
| Vereinigte Staaten (Billboard) | 94          |

### Auszeichnungen für Musikverkäufe
| Land/Region                  | Auszeichnungen für Musikverkäufe (Land/Region, Auszeichnung, Verkäufe) | Verkäufe  |
| ---------------------------- | ---------------------------------------------------------------------- | --------- |
| Kanada (MC)                  | Platin                                                                 | 80.000    |
| Vereinigte Staaten (RIAA)    | Platin                                                                 | 1.000.000 |
| Vereinigtes Königreich (BPI) | Gold                                                                   | 400.000   |
| Insgesamt                    | 1× Gold · 2× Platin ·                                                  | 1.480.000 |

## Coverversionen
Das Stück hat verschiedene Musiker zu Coverversionen inspiriert, unter anderem Passenger, Josh Groban, Ellie Goulding, Ed Sheeran, Vonda Shepard, James Blake sowie die Punkband Nofx. Ein Cover der englischen Sängerin Lianne La Havas diente zur musikalischen Hinterlegung des Abspanns der 2017 veröffentlichten polnisch-britischen Filmproduktion Loving Vincent.
Das Stück gehört ebenso zum Repertoire zahlreicher Instrumentalisten. Recht bekannt ist etwa die Gitarren-Fassung von Chet Atkins, die bereits 1972 auf dessen Album Pickin’ the Hits erschien.